# Wijken en buurten in Coevorden
De Nederlandse gemeente Coevorden is voor statistische doeleinden onderverdeeld in wijken en buurten. De gemeente is verdeeld in de volgende statistische wijken:
- Wijk 10 Coevorden (CBS-wijkcode:010910)
- Wijk 11 Steenwijksmoer (CBS-wijkcode:010911)
- Wijk 12 Nieuwe Krim (CBS-wijkcode:010912)
- Wijk 13 Weijerswold (CBS-wijkcode:010913)
- Wijk 14 Vlieghuis en Padhuis (CBS-wijkcode:010914)
- Wijk 20 Dalen (CBS-wijkcode:010920)
- Wijk 30 Oosterhesselen (CBS-wijkcode:010930)
- Wijk 40 Sleen (CBS-wijkcode:010940)
- Wijk 50 Zweeloo (CBS-wijkcode:010950)

Een statistische wijk kan bestaan uit meerdere buurten. Onderstaande tabel geeft de buurtindeling met kentallen volgens het Centraal Bureau voor de Statistiek (2008):
| CBS-buurtcode | Buurtnaam                              | Inwonertal | Opp. totaal (ha) | Opp. land (ha) | Ligging                |
| ------------- | -------------------------------------- | ---------- | ---------------- | -------------- | ---------------------- |
| BU01091000    | Coevorden-Centrum                      | 2050       | 63               | 55             | Locatie in de gemeente |
| BU01091001    | Lootuinen                              | 1390       | 70               | 69             | Locatie in de gemeente |
| BU01091002    | Poppenhare                             | 1280       | 40               | 37             | Locatie in de gemeente |
| BU01091003    | Binnenvree Buitenvree Pikveld          | 3150       | 102              | 99             | Locatie in de gemeente |
| BU01091004    | De Heege                               | 2110       | 70               | 69             | Locatie in de gemeente |
| BU01091006    | Klooster                               | 140        | 90               | 89             | Locatie in de gemeente |
| BU01091007    | Ballast                                | 1840       | 62               | 62             | Locatie in de gemeente |
| BU01091008    | De Loo                                 | 1380       | 51               | 51             | Locatie in de gemeente |
| BU01091009    | Verspreide huizen Coevorden            | 90         | 521              | 505            | Locatie in de gemeente |
| BU01091010    | Holwert                                | 20         | 36               | 36             | Locatie in de gemeente |
| BU01091011    | Hare                                   | 130        | 71               | 68             | Locatie in de gemeente |
| BU01091012    | Leeuwerikenveld                        | 100        | 100              | 86             | Locatie in de gemeente |
| BU01091013    | De Heege en De Mars                    | 0          | 188              | 186            | Locatie in de gemeente |
| BU01091014    | Klinkenvlier                           | 160        | 63               | 44             | Locatie in de gemeente |
| BU01091015    | Ossehaar                               | 560        | 64               | 64             | Locatie in de gemeente |
| BU01091116    | Steenwijksmoer                         | 630        | 116              | 116            | Locatie in de gemeente |
| BU01091117    | Verspreide huizen Steenwijksmoer       | 360        | 869              | 860            | Locatie in de gemeente |
| BU01091218    | Nieuwe Krim                            | 160        | 47               | 47             | Locatie in de gemeente |
| BU01091219    | Verspreide huizen Nieuwe Krim          | 10         | 296              | 294            | Locatie in de gemeente |
| BU01091320    | Verspreide huizen Weijerswold          | 80         | 364              | 363            | Locatie in de gemeente |
| BU01091421    | Verspreide huizen Vlieghuis en Padhuis | 120        | 659              | 657            | Locatie in de gemeente |
| BU01092022    | Dalen                                  | 3420       | 257              | 257            | Locatie in de gemeente |
| BU01092023    | Verspreide huizen Dalen                | 430        | 1979             | 1935           | Locatie in de gemeente |
| BU01092024    | Wachtum                                | 260        | 83               | 83             | Locatie in de gemeente |
| BU01092025    | Verspreide huizen Wachtum              | 110        | 1144             | 1139           | Locatie in de gemeente |
| BU01092026    | Dalerpeel                              | 580        | 108              | 107            | Locatie in de gemeente |
| BU01092027    | Verspreide huizen Dalerpeel            | 280        | 1341             | 1331           | Locatie in de gemeente |
| BU01092028    | Dalerveen                              | 310        | 79               | 79             | Locatie in de gemeente |
| BU01092029    | Verspreide huizen Dalerveen            | 50         | 990              | 986            | Locatie in de gemeente |
| BU01092030    | Stieltjeskanaal                        | 190        | 149              | 135            | Locatie in de gemeente |
| BU01092031    | Verspreide huizen Stieltjeskanaal      | 80         | 494              | 486            | Locatie in de gemeente |
| BU01093032    | Oosterhesselen                         | 1760       | 165              | 165            | Locatie in de gemeente |
| BU01093033    | Verspreide huizen Oosterhesselen       | 120        | 1308             | 1298           | Locatie in de gemeente |
| BU01093034    | Gees                                   | 570        | 88               | 88             | Locatie in de gemeente |
| BU01093035    | Verspreide huizen Gees                 | 80         | 1185             | 1182           | Locatie in de gemeente |
| BU01093036    | Zwinderen                              | 250        | 87               | 85             | Locatie in de gemeente |
| BU01093037    | Verspreide huizen Zwinderen            | 160        | 1353             | 1337           | Locatie in de gemeente |
| BU01093038    | Geesbrug                               | 710        | 51               | 50             | Locatie in de gemeente |
| BU01093039    | Verspreide huizen Geesbrug             | 610        | 1849             | 1831           | Locatie in de gemeente |
| BU01093068    | Verspreide huizen Nieuwlande           | 60         | 391              | 390            | Locatie in de gemeente |
| BU01094040    | Sleen                                  | 2240       | 205              | 205            | Locatie in de gemeente |
| BU01094041    | Diphoorn                               | 60         | 42               | 42             | Locatie in de gemeente |
| BU01094042    | Verspreide huizen Sleen                | 50         | 1036             | 1033           | Locatie in de gemeente |
| BU01094043    | Noord-Sleen                            | 460        | 91               | 91             | Locatie in de gemeente |
| BU01094044    | 't Haantje                             | 230        | 55               | 55             | Locatie in de gemeente |
| BU01094045    | Verspreide huizen 't Haantje           | 40         | 405              | 403            | Locatie in de gemeente |
| BU01094046    | Verspreide huizen Noord-Sleen          | 70         | 1119             | 1115           | Locatie in de gemeente |
| BU01094047    | Schoonoord                             | 2100       | 171              | 169            | Locatie in de gemeente |
| BU01094048    | De Kiel                                | 270        | 40               | 40             | Locatie in de gemeente |
| BU01094049    | Verspreide huizen De Kiel              | 110        | 368              | 368            | Locatie in de gemeente |
| BU01094050    | Verspreide huizen Kibbelveen           | 40         | 269              | 267            | Locatie in de gemeente |
| BU01094051    | Verspreide huizen Schoonoord           | 110        | 1032             | 1031           | Locatie in de gemeente |
| BU01094052    | Verspreide huizen Veenoord             | 50         | 387              | 384            | Locatie in de gemeente |
| BU01094053    | Erm                                    | 400        | 84               | 84             | Locatie in de gemeente |
| BU01094054    | Achterste Erm                          | 70         | 47               | 47             | Locatie in de gemeente |
| BU01094055    | Holsloot                               | 110        | 80               | 76             | Locatie in de gemeente |
| BU01094056    | Verspreide huizen Holsloot             | 90         | 739              | 737            | Locatie in de gemeente |
| BU01094057    | Verspreide huizen Elm                  | 400        | 997              | 966            | Locatie in de gemeente |
| BU01095058    | Zweeloo                                | 350        | 64               | 64             | Locatie in de gemeente |
| BU01095059    | Aalden                                 | 1820       | 93               | 93             | Locatie in de gemeente |
| BU01095060    | Verspreide huizen Zweeloo              | 120        | 1742             | 1739           | Locatie in de gemeente |
| BU01095061    | Meppen                                 | 320        | 60               | 60             | Locatie in de gemeente |
| BU01095062    | Verspreide huizen Meppen               | 100        | 1612             | 1604           | Locatie in de gemeente |
| BU01095063    | Wezup                                  | 180        | 68               | 68             | Locatie in de gemeente |
| BU01095064    | Wezuperbrug                            | 180        | 81               | 78             | Locatie in de gemeente |
| BU01095065    | Benneveld                              | 160        | 32               | 32             | Locatie in de gemeente |
| BU01095066    | Verspreide huizen Benneveld            | 30         | 680              | 676            | Locatie in de gemeente |
| BU01095067    | Verspreide huizen Wezuperbrug          | 50         | 1324             | 1317           | Locatie in de gemeente |